# Daniel Łukasik
Daniel Łukasik (* 28. April 1991 in Giżycko) ist ein ehemaliger polnischer Fußballspieler, der zuletzt bei Śląsk Wrocław tätig war.

## Karriere

### Verein
Daniel Łukasik erlernte das Fußballspielen bei Olimpia Miłki, wo er bis 2005 in diversen Jugendmannschaften spielte. Im selben Jahr wechselte er in die Jugendabteilung von Warmia Olsztyn, wo er bis 2007 spielte und durch seine guten Leistungen den Scouts von Legia Warschau ins Auge stach. Daraufhin wurde er von Legia Warschau verpflichtet und spielte ab dem Jahr 2009 in der Nachwuchsmannschaft in der Młoda Ekstraklasa (ME). 
Am 24. September 2011 debütierte er im Auswärtsspiel gegen GKS Bełchatów in der polnischen Ekstraklasa. In vier Jahren, die er für Legia spielte, brachte er es auf 37 Ligaspiele. Lediglich in der Saison 2012/13 war er teilweise Stammspieler. Zur Saison 2014/15 wechselte er zum Ligakonkurrenten Lechia Gdańsk, im August 2016 dann schließlich zum SV Sandhausen in die deutsche 2. Bundesliga. Im Juni 2017 holte ihn Lechia nach nur neunzehn Spielen nach Hause zurück. Im Januar 2020 wurde er in die Türkei an  MKE Ankaragücü ausgeliehen und blieb dort nach Leihende. In der Winterpause 2021/22 kehrte er nach Polen zurück und schloss sich dem Erstligisten Radomiak Radom an. Im Sommer 2023 wechselte er zum Ligakonkurrenten Śląsk Wrocław.

### Nationalmannschaft
Am 14. Dezember 2012 feierte Łukasik sein Debüt in der polnischen Nationalmannschaft beim 4:1 gegen Mazedonien. In einem inoffiziellen Länderspiel am 2. Februar 2013 beim 4:1 gegen Rumänien erzielte er sein erstes Tor. Insgesamt brachte er es bisher auf vier offizielle A-Länderspiele.

## Erfolge
- Polnischer Pokalsieger (2012, 2013, 2019)
- Polnischer Meister (2013, 2014)